# Schlacht bei Pälkäne
1. Phase: Schwedische Dominanz (1700–1709)
Dänischer Kriegsschauplatz (1700)
Humlebæk • Tönning I 
Livländ./ Estnischer Kriegsschauplatz (1700–1708)
Riga I • Jungfernhof • Varja • Pühhajoggi • Narva • Petschora • Düna • Rauge • Erastfer • Hummelshof • Embach • Tartu • Narva II • Wesenberg I • Wesenberg II
Ingermanländ./ Finnischer Kriegsschauplatz (ab 1701)
Archangelsk • Ladogasee • Nöteborg • Nyenschanz • Newa • Systerbäck • Petersburg • Wyborg I • Porvoo • Newa II • Koporje II • Kolkanpää
Litauisch-weißrussischer Kriegsschauplatz (1702–1706)
Vilnius • Saladen • Jakobstadt • Gemauerthof • Mitau • Grodno I • Olkieniki • Njaswisch • Klezk • Ljachawitschy
Polnischer Kriegsschauplatz (1702–1706)
Klissow • Pułtusk • Thorn • Lemberg • Warschau • Posen • Punitz • Tillendorf • Rakowitz • Praga • Fraustadt • Kalisch 
Russischer Kriegsschauplatz (1708–1709)
Grodno II • Golowtschin • Moljatitschi • Rajowka • Lesnaja • Desna • Baturyn • Koniecpol • Weprik • Opischnja • Krasnokutsk • Sokolki • Poltawa I • Poltawa II
2. Phase: Schweden in der Defensive (1710–1721)
Baltischer und Finnischer Kriegsschauplatz (bis 1714)
Riga II • Wyborg II • Pernau • Kexholm • Reval • Hogland • Pälkäne • Storkyro • Nyslott • Hanko 
Schwed./Norwegischer Kriegsschauplatz (1710–1721)
Helsingborg • Køge-Bucht • Bottnischer Meerbusen • Frederikshald I • Dynekilen-Fjord • Göteborg I • Strömstad • Trondheim • Frederikshald II • Marstrand • Ösel • Göteborg II • Södra Stäket • Grönham • Sundsvall
Norddeutscher Kriegsschauplatz (1711–1716)
Elbing • Wismar I • Lübow • Stralsund I • Greifswalder Bodden I • Stade • Rügen • Gadebusch • Altona • Tönning II • Stettin • Fehmarn • Wismar II • Stralsund II • Jasmund • Peenemünde • Greifswalder Bodden II • Stresow 
Die Schlacht bei Pälkäne wurde im Zuge des Finnlandfeldzugs von 1713 im Großen Nordischen Krieg zwischen einer russischen Armee unter Admiral Fjodor Matwejewitsch Apraxin und der verteidigenden finnischen Armee Schwedens unter General Carl Gustaf Armfeldt am 17. Oktober 1713 geführt. Die Schlacht endete mit einem russischen Sieg und einem Rückzug der finnischen Truppen.

## Vorgeschichte
Trotz der katastrophalen Niederlage in der Schlacht bei Poltawa 1709 lehnte Karl XII. Friedensverhandlungen ab. Dänemark und Russland vereinbarten daraufhin Pläne die Stockholm bedrohen sollten. Zwei Angriffsrouten wurden vereinbart. Eine sollte durch das südlich Schweden führen, die andere durch Finnland und den Alandinseln. Der dänische Angriff auf der südlichen Route wurde 1710 in der Schlacht bei Helsingborg abgeschlagen aber die russische Attacke auf Finnland gelang.

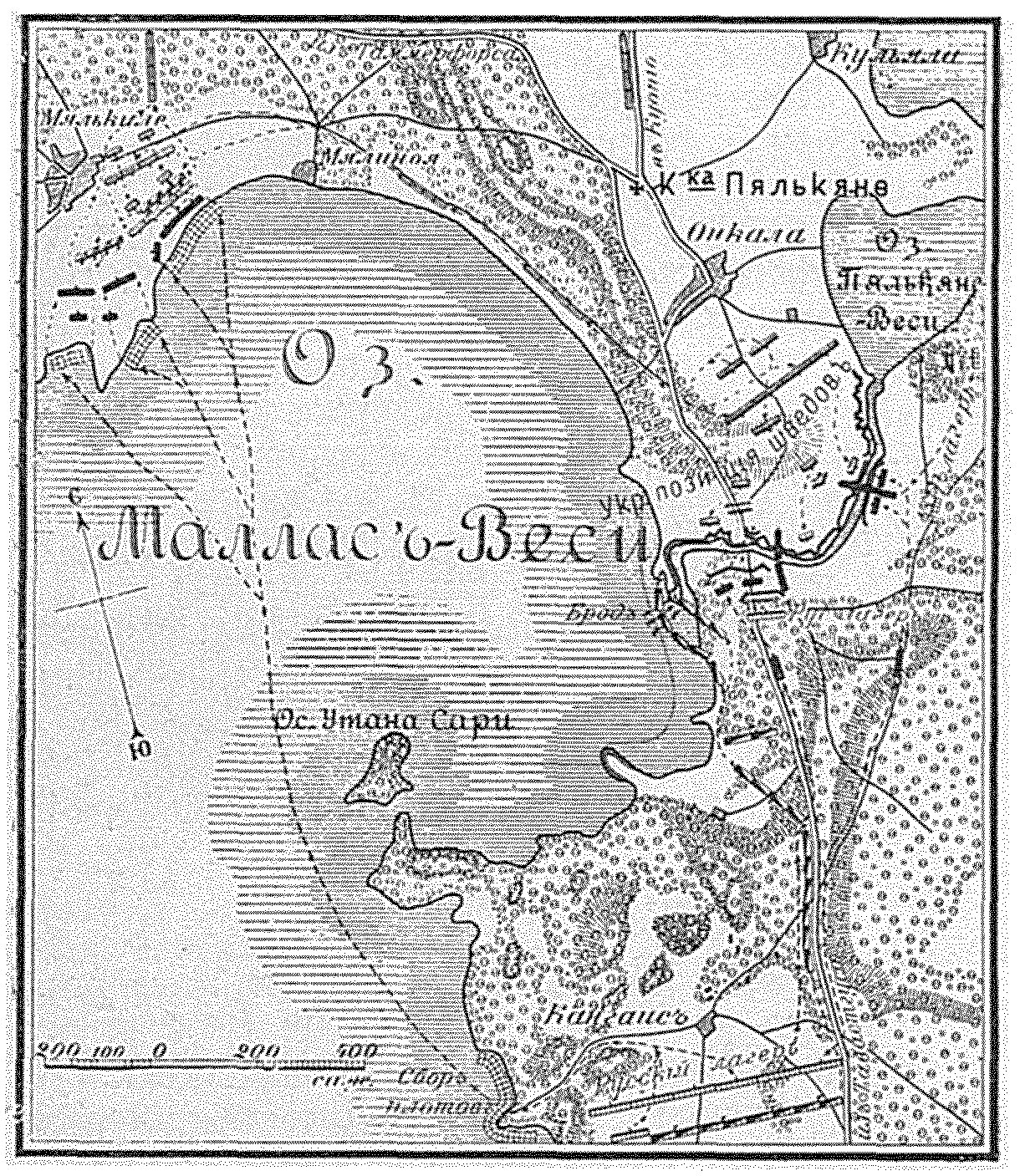
Schlacht bei Pälkäne

Der russische Angriff auf Finnland vollzog sich aber nicht so wie geplant, da Peter I. im Krieg gegen das Osmanische Reich abgelenkt wurde. Dies führte dazu, dass die geplanten Angriffe auf Åbo verschoben werden mussten. Die ersten russischen Angriffe bestanden aus Überfällen und Erkundungsoperationen mit der Absicht der Besetzung des südöstlichen Finnlands. Weiterhin sollten die finnischen Länder verheert werden, um schwedischen Kräften keine Basis für Operationen ihrerseits gegen russisch kontrolliertes Land um Sankt Petersburg zu bieten.
Die schwedische Armee in Finnland bestand fast vollständig aus finnischen Soldaten und wurden von General Georg Lybecker geführt. Er war ein unbeliebter und erfolgloser Kommandeur. Seine vorherige Kampagne gegen Sankt Petersburg 1708 hatte dazu geführt, dass die finnische Armee erhebliche Verluste erlitt. Bei dem Rückzug musste er seine Kavallerie aufgeben, die bei der Finnlandkampagne nun fehlte. Im April 1713 begann der Angriff der russischen Truppen mit General Apraxin unter Führung des Zaren Peter I, nachdem logistische Probleme einen Angriff im Vorjahr verhinderten. Die amphibisch angelegte Operation sah vor, die verteidigende finnische Armee mit einem Teil der Armee zu binden, während weitere russische Kräfte im Rücken der finnischen Verteidigungsstellungen anlanden sollten. Helsinki und Porvoo fielen Anfang Mai. Bis August waren die Russen bis Turku vorgestoßen, da sich der glücklose General Lybecker konstant zurückzog. Sein Versagen Finnland zu verteidigen, führte im September zu seiner Abberufung durch General Armfeldt.
Armfeldt nahm eine Verteidigungsposition an einer schmalen Landenge zwischen den Seen Pälkänevesi und Mallasvesi im Gemeindegebiet von Pälkäne ein, um hier die nächste wichtige Stadt Tampere zu verteidigen. Er ordnete seine Infanterie hinter dem Fluss Kostianvirta an, der die beiden Seen über die Landenge verband.
Admiral Apraxin und die Russische Armee lagen in der Nähe vom nahegelegenen Kantokylä. Die starke finnische Verteidigungsposition war durch einen Frontalangriff schwer zu überwinden, so dass Apraxin eine andere Strategie wählte, die bereits erfolgreich in der finnischen Kampagne angewandt wurde.

## Verlauf
Apraxin wollte die Kräfte der Finnen durch einen Frontalangriff binden, während Golitsyn eine amphibische Landung im Rücken der schwedischen Linien durchführte, indem er den See Mallasvesi am frühen Morgen des 6. Oktobers überquerte. Nachdem bei angebrochener Morgendämmerung die Russen von den finnischen Kräften gesichtet wurden, bereiteten sich diese auf die Schlacht vor.
Die erste Infanteriewelle Golitsyns landete am Strandabschnitt westlich von Apraxins Hauptlinie. Die finnische Kavallerie befand sich noch in den Quartieren im Dorf Mälkilä. Armfeldt gelang es, die Kavallerie noch rechtzeitig aufzustellen. Armfeldts plante, mit abgesessener Kavallerie die Russen in Unordnung zu bringen und dann mit einer Kavallerieattacke die russische Flanke anzugreifen. Wegen der Verspätung der finnischen Kavallerie konnten die Russen sich an der Landezone geordnet aufstellen, so dass die schwache finnische Kavallerie die Mission nicht ausführen konnte. Im Osten versuchte Apraxin derweil den Kanal zu überqueren. Dazu ließ er improvisierte Boote nutzen. Der verteidigenden finnischen Infanterie gelang es an dieser Stelle die Angriffe abzuwehren. Apraksin behielt den Druck aufrecht und begann weitere Angriffe. So sollte die russische Kavallerie durch den See waten um die finnische Infanterie an der Flanke anzugreifen. Auch dies missglückte.
Während am östlichen Teil des Schlachtfelds die Kämpfe ausgeglichen blieben, wurde auf der westlichen Seite der russische Brückenkopf mit zusätzlicher Infanterie verstärkt. Armfeldt versuchte dies mit einem Gegenangriff seiner Infanteriereserve zu unterbinden. Trotz Anfangserfolge wurde der Angriff durch die schlechten Leistungen der finnischen Kavallerie und der stetig ansteigenden numerischen Überlegenheit der Russen abgewehrt. Dabei wurde auch die finnische Kavallerie zerstreut.
Da sich der westliche Flügel der finnischen Armee nun in Unordnung zurückzog, wurde auch der östliche Flügel von Golitsyns gefährdet. Die finnische Infanterie des östlichen Flügels zögerte sich zurückzuziehen, nachdem sie den ganzen Tag über erfolgreich Widerstand leisteten aber Armfeldt realisierte, dass seine Position jetzt unhaltbar geworden war und begann sich zurückzuziehen. Durch russische Kavallerie verfolgt, verließ die finnische Armee ihre Position und den Großteil ihrer Artillerie.

## Folgen
Die finnische Armee erlitt eine Niederlage, bestand aber nach wie vor und konnte einen geordneten Rückzug durchführen. Armfeldt und Galitzin trafen sich im Februar 1714 erneut in der Schlacht bei Storkyro, in dessen Folge die russische Eroberung Finnlands endgültig gesichert werden konnte. Finnland blieb bis 1721 russisch besetzt und erlebte eine Zeit des Großen Unfriedens.